# Norðausturkjördæmi

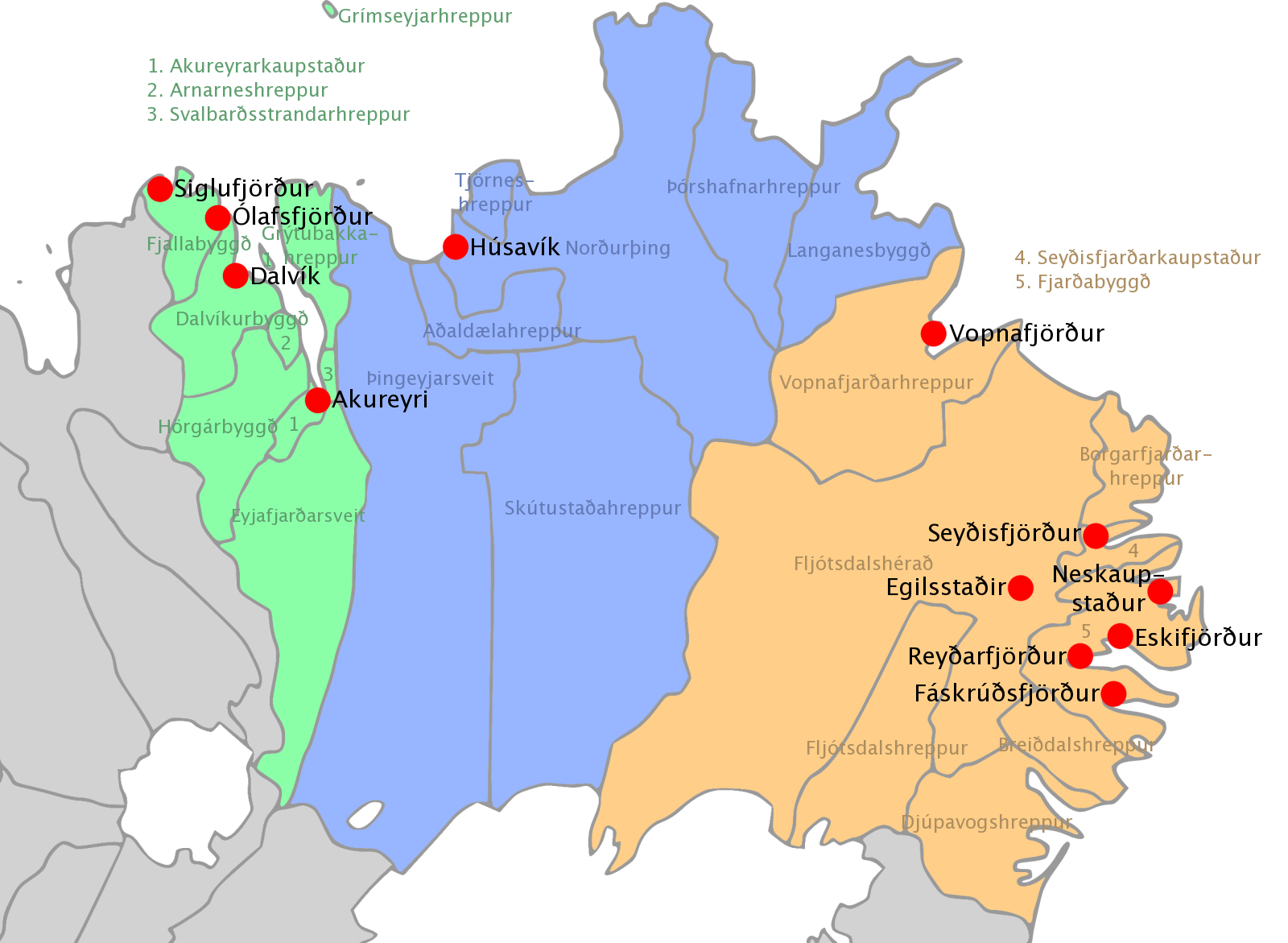
Norðausturkjördæmi

Norðausturkjördæmi (Nordöstlicher Wahlkreis) ist seit 2003 einer der sechs Wahlkreise in Island.
Er wird von 10 Abgeordneten im Alþingi vertreten. Zu ihm gehört ein Teil der Halbinsel Tröllaskagi, die Ostfjorde bis hinter den Berufjörður im Südosten. Ihm gehören 24 Gemeinden an. Im Jahr 2007 gab es 27.888 Wahlberechtigte.
Zum Wahlkreis gehören die Gemeinden Fjallabyggð, Grímsey, Dalvíkurbyggð, Hörgársveit, Akureyri, Eyjafjarðarsveit, Svalbarðsströnd, Grýtubakki, Þingeyjarsveit, Skútustaðir, Norðurþing, Tjörnes, Svalbarð, Langanesbyggð, Vopnafjörður, Múlaþing, Fljótsdalur, Fjarðabyggð und Breiðdalur.